# Xã Taylorville, Quận Christian, Illinois
Xã Taylorville (tiếng Anh: Taylorville Township) là một xã thuộc quận Christian, tiểu bang Illinois, Hoa Kỳ. Năm 2010, dân số của xã này là 12.483 người.